# Català clàssic

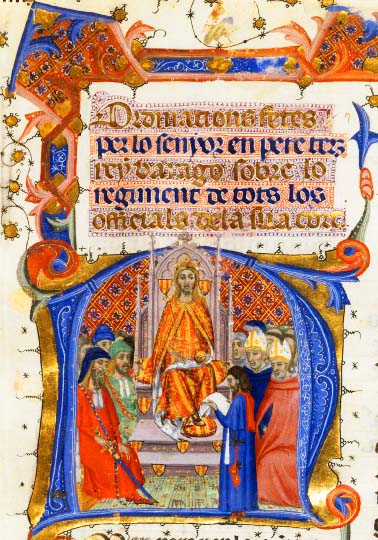
Caplletra N d'un manuscrit en català: Ordinacions fetes per lo senyor en pere terz rey d'aragó sobre lo regiment de tots los officials de la sua cort. Nos [...].
(BNF, ms. esp. 99, f.1)

El català clàssic és el català d'entre els segles xiv, xv i àdhuc xvi. A hores d'ara la primera meitat del xvi (i fins i tot la segona) s'inclou també dins el català clàssic, havent esguard de la conservació de les estructures sintàctiques i gramàtiques catalanes i l'encara relativament feble penetració del castellà.
Pere III el Cerimoniós (1319-1387) s'adonà que existia un estret lligam entre poder i llengua, i per això es proposà de reformar la Cancelleria Reial. La Cancelleria havia estat creada al segle xiii i era un organisme administratiu i burocràtic. Amb la reforma de Pere III, entraven a treballar a la Cancelleria gent molt preparada en els camps de la teologia, el dret, l'escriptura, etc. La seva tasca era redactar els documents oficials, que aviat foren considerats models de bon escriure.
Aviat, el català de la Cancelleria esdevingué una mena de llengua acadèmica, ja que era la llengua dels discursos i dels documents que signava el rei, i això la legitimava i feia que fos acceptada incondicionalment en tots els territoris de la Corona. La prosa de la Cancelleria fou un factor important d'unitat de la llengua administrativa i literària.
Acabà sent una mena de model supradialectal: bastida sobre la modalitat dialectal del barceloní, fou acceptada per tots els escriptors com una mena de forma estàndard.

## Particularitats
El català clàssic, continuador del català medieval i precedent del català modern mantenia trets encara actuals en el català perifèric, especialment valencià i balear:
- Article i pronoms febles emprats a la manera clàssica: consonant + forma plena (article «lo», «los», pronoms «me», «te», «se», ...), vocal + forma reforçada (article «el», «els», pronoms «em», «et», «es», ...). Per exemple «perden los fruits» i «Si el cant» (pronunciat [silˈkant]).
- Combinació de pronoms «Li'l», «Li-ho», «Li-la».
- Possessius febles: «mon», «ton»... i ús de llur.
- Desinència -ø (secundàriament -o) a la primera persona del singular del present d'indicatiu: «no conec ni sent», «jo em transport», «parl», «trob», etc.
- Subjuntiu clàssic en -a: «haja», «muira» (per «hagi», «mori»). També subjuntius acabats en -o: «trobo», «trobon».
- Conjunció copulativa «e» (per «i»).
- Verb «eixir» (per «sortir»).

D'altra banda, una de les seves particularitats majors és que la gran major part d'estructures lingüístiques més profundes, les morfosintàctiques, es conserven prou al marge de la influència espanyola que al començament va afectar principalment una part del lèxic i l'ortografia.

## La Cancelleria Reial
La Cancelleria Reial era l'organisme administratiu dels reis de la Corona d'Aragó, fou creada al segle xiii. La societat de l'època va prendre els seus documents com a models de normativització lingüística de la llengua catalana.

### Història i funcions
El primer canceller citat, en un document del 1218, fou el bisbe de Barcelona, Berenguer II de Palou. El canceller s'ocupava de la redacció de tota mena de documents administratius: certificacions, lletres reials o llicències... Jaume I a la seua creació, va disposar que tota la documentació del Regne de València fos redactada en llengua vulgar i no en llatí. A partir d'aleshores, tota la documentació fou unificada a la Corona d'Aragó. Els textos es redactaven en català o aragonès i en llatí, però a partir de la segona meitat del segle xiv, majoritàriament en català. Totes les institucions de la Corona d'Aragó (la Generalitat de Catalunya, la Generalitat del Regne de València, el Gran i General Consell de Mallorca), a més de tots els municipis i notaris, utilitzaren un mateix model lingüístic.
Integrada a la Corona d'Aragó, la Cancelleria Reial era una oficina dirigida per un canceller, encarregada de copiar i de tramitar tots els documents reials o de la noblesa o dels eclesiàstics. Aquesta escrivania reial va ser organitzada a partir del segle xiii i la componien una sèrie de funcionaris que tenien cura de tota la documentació reial.
La Cancelleria esdevingué un focus cultural -com ho havien estat els monestirs durant l'alta edat mitjana- sobretot a partir de l'any 1373, quan hom hi aplegà un grup de copistes per a la transcripció de llibres. La Cancelleria assimilà i expandí la poesia i l'art francès, introduïts per Violant de Bar; la curiositat per tot allò que feia referència al món llatí, provinent d'Itàlia; o l'hel·lenisme, procedent de la cort pontifícia d'Avinyó.
La prosa de la Cancelleria seguia els formularis medievals de la retòrica epistolar. La majoria de funcionaris eren bons coneixedors de l'Ars Dictandi, títol que hom donava als tractats de retòrica epistolars que foren utilitzats a les cancelleries medievals, especialment durant els segles xi al xiv. Aquests tractats contenien regles i exemples de com redactar les salutacions, els preàmbuls i les elocucions -el cos o nucli- dels documents, amb preceptes sobre gramàtica, construccions, figures retòriques, sentències i sobre el cursus o ritme de la frase.
Com que la majoria de funcionaris de la Cancelleria sabien llatí, no és gens estrany que fos justament aquesta llengua la que marqués les directrius, tant pel que fa als formularis com al vocabulari tècnic de la burocràcia i de la política. La influència llatina anà modelant el català sense violentar-lo. En les Ordinacions Reials de Pere el Cerimoniós, que són un plagi de les Leges Palatinae de Jaume III de Mallorca com va posar de manifest l'historiador orpesí Sevillano Colom, la frase catalana és un calc, paraula per paraula, de la construcció llatina plagiada, excepte que va canviar el nom de Jaume i les intitulacions reials d'aquell per les seves. Sortosament, altres escrivans i notaris de Pere III van saber vèncer les dificultats que presentava el model llatí, i empraren un català més dúctil, harmoniós i clar.
Allò que crida més l'atenció és la notable uniformitat que assolí l'idioma oficial de la Cancelleria, que s'aconseguí implantar en la llengua escrita de tot el domini lingüístic. La llengua escrita era una mena de llengua koiné literària i administrativa, per sota de la qual bategava amb força una llengua viva més variada. Les antigues variants del català o llatí vulgar no eren gaire evidents. La raó d'aquesta uniformitat obeïa al fet que la llengua de les Illes i del País Valencià era una llengua que s'havia expandit per la Reconquesta en unes terres fortament arabitzades.
La formació llatinista dels curials del rei, que havien de redactar la documentació en català, aragonès i llatí, influí perquè la llengua assolís un alt grau de perfecció, eficàcia i elasticitat, amb què aconseguí maduresa i fixació. Sens dubte que l'educació estilística d'aquell estament havia d'acusar fidelment tot canvi que l'evolució de la moda literària pogués experimentar en l'ensenyament de la tècnica de l'art d'escriure.
La Cancelleria, amb la seva pràctica diària, contribuí de manera definitiva a millorar i fixar la llengua literària, en la qual els escriptors humanistes van escriure obres molt notables.

### Etapes
Durant l'existència de la Cancelleria, trobem dues etapes molt significatives que cal analitzar. La primera etapa comença a partir dels primers anys del regnat de Pere III (1336-1387), i és quan l'excessiva subjecció als models llatins dels Ars Dictandi (manuals per escriure bé) produeix una prosa catalana rígida. Dins d'aquesta primera etapa trobem les següents tres característiques: la primera d'elles és l'aparició de calcs forçats, paraula per paraula, de les construccions llatines: participis i gerundis absoluts, participis separats del verb auxiliar, oracions d'infinitiu impròpies del català, omissió d'articles, etc. En segon lloc, observem una incorporació de mots llatins sense cap mena d'adaptació. I finalment, en tercer lloc, trobem una imitació de la cadència de la frase llatina i de les frases estereotipades dels formularis llatins violentant el geni de la pròpia llengua.
Però, a partir de l'any 1381, aproximadament, comença a aparèixer en els documents de la Cancelleria un nou estil, que podem anomenar clàssic o humanista: els escrivans s'alliberen de l'esclavitud dels formularis i s'inspiren directament en els clàssics llatins, Ciceró principalment, i en els renaixentistes italians, per tal d'embellir la llengua vernacla amb els recursos del llatí. Açò donà lloc a una prosa catalana flexible i madura, que incorpora cultismes en gran proporció, però que s'ajusta amb mesura i gust a la sintaxi llatina, amb la tendència al període llarg i amb extensió de la cadència a tota frase, sense limitar-se a les clàusules darreres. El principal exponent d'aquesta nova etapa és Bernat Metge, i també destacaren Bartomeu Sirvent i Pere Margall.

### La llengua de la Cancelleria Reial
La poderosa influència de la Cancelleria Reial tendeix a eliminar de la llengua escrita tots aquells elements considerats dialectals. Exemples són la iodització («paia» per «palla»), incoatius en -isc («partisc» per «partesc»), oscil·lacions en la representació de vocal llarga llatina («cadana» per «cadena») i de la monoftongació de -ua- («cotre» per «quatre»), elements arcaïtzants com l'article salat o sonores intervocàliques esdevingudes finals («amig» per «amic») o el diftong -au- primari («llaurer» per «llorer»), i també s'eliminen elements excessivament innovadors com la monoftongació de -ei- («fet» per «feit»), vocalització de la desinència verbal -ts («anau» per «anats»), perfets febles («vingueren» per «vengren»), etc.
La Cancelleria tractà de trobar la uniformat lingüística en la prosa catalana, sens dubte prenent el model del dialecte barceloní, el qual era per tots els escriptors com una mena de forma supradialectal d'expressar-se en prosa. Degut a la poca matisació dialectal dels grans escriptors medievals, aquest model s'anà imposant a tot aquell que volia escriure d'una manera culta i prestigiosa.

## Segle XIII

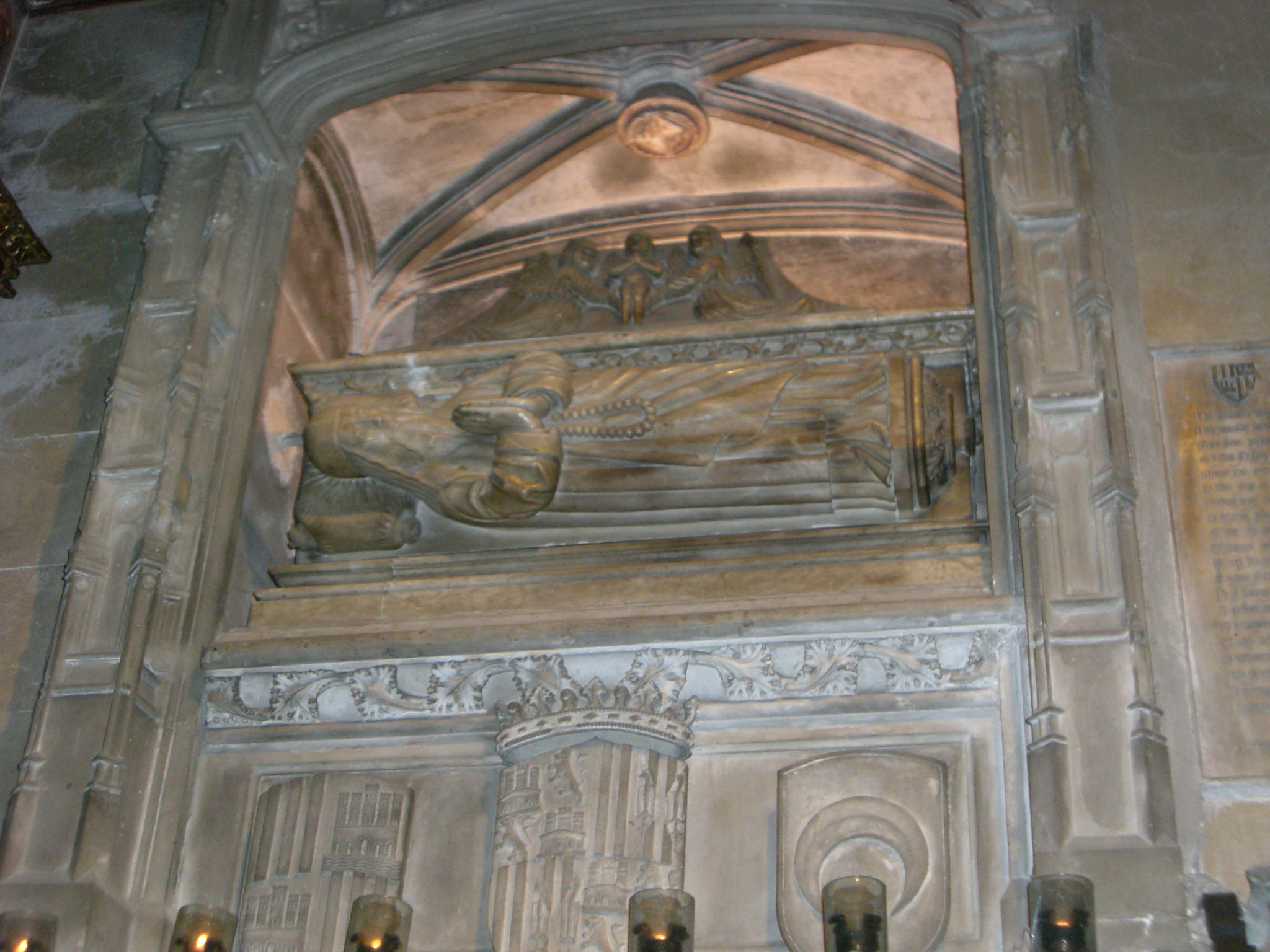
Sepulcre de Ramon Llull al convent de Sant Francesc de Palma

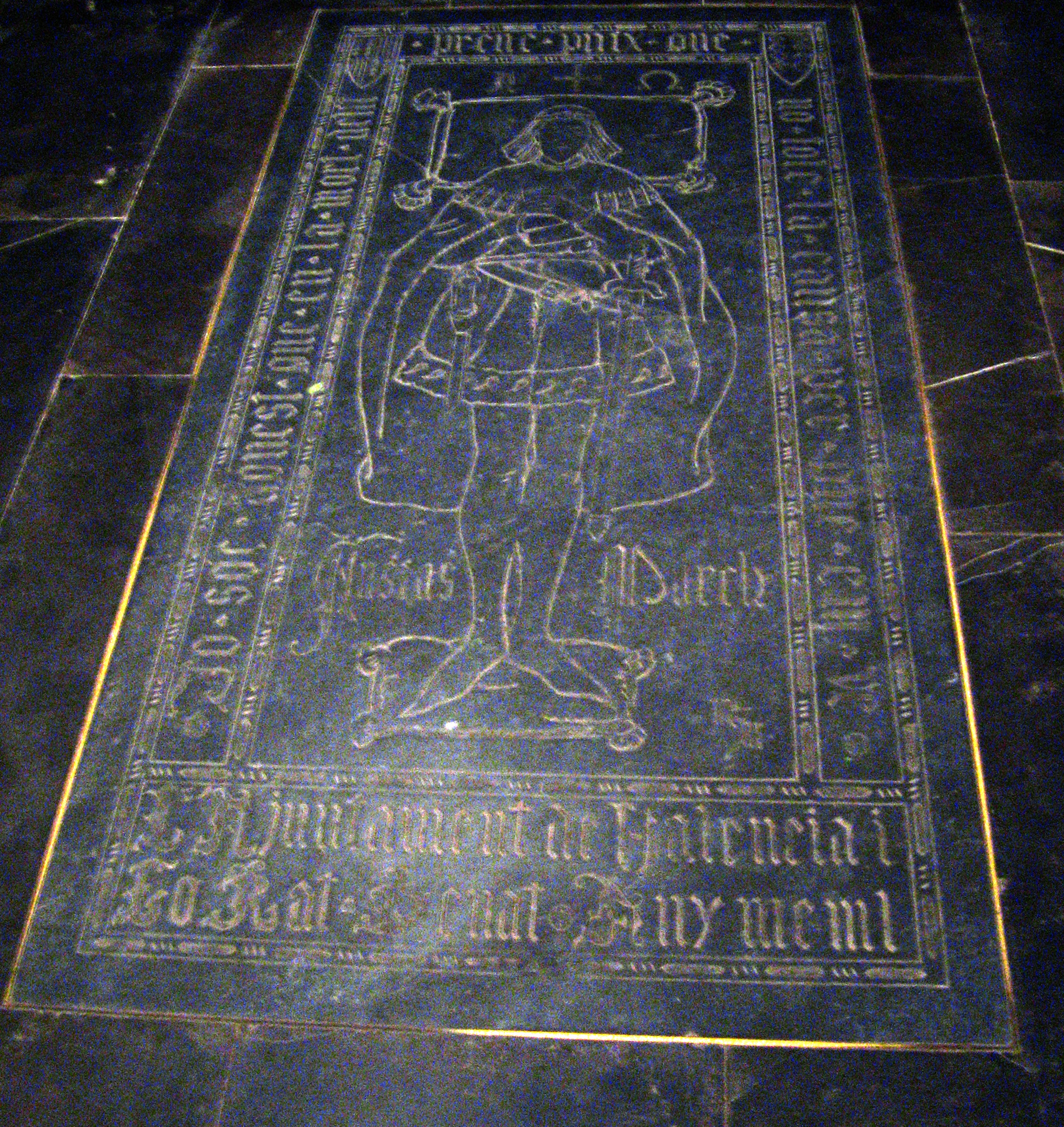
Tomba d'Ausiàs March a la Catedral de Santa Maria de València

Coetàniament a l'esplendor viscuda per la tradició trobadoresca en occità literari (destacablement tributària de l'obra confegida per autors catalans, com Guillem de Berguedà, Cerverí de Girona, Berenguer de Palol, Guillem de Cabestany o Guerau III de Cabrera) hem d'ubicar el desenvolupament de la prosa historiogràfica. En el decurs dels segles xiii i xiv, s'engendraren les quatre grans Cròniques en llengua catalana de més o menys discutible versemblança històrica: el Llibre dels Feits, dictat pel reconegut monarca Jaume I, institueix una extensa confessió força cromàtica; la Crònica de Bernat Desclot, elaborada a càrrec del cronista Bernat Desclot, contextualitza breument els regnats anteriors a Pere II el Gran per tal d'exposar amb acurada precisió els esdeveniments sorgits durant aquest; la Crònica de Ramon Muntaner, obra del mateix Ramon Muntaner, de caràcter majorment èpic, comprèn el període existent entre Jaume el Conqueridor i Alfons III; i, darrerament, la Crònica de Pere III, possiblement dictada pel rei mateix, argumenta el cúmul de ses empreses polítiques.
Ramon Llull és considerat unànimement el creador del català literari. El designi de la seva obra es fonamenta en una sòlida ambició cristiana; després d'haver patit una profunda crisi religiosa, Llull es determinà a difondre la fe cristiana sense treva. El conjunt de la seva vasta obra (prop de 250 títols escrits en català, llatí o àrab), així com la institució d'una escola destinada a la instrucció de missioners cristians, testimonien certament el deler que l'escriptor albergava quant a la difusió del cristianisme. La seva obra més coneguda és Fèlix o Llibre de meravelles. La repercussió de l'obra de Ramon Llull no constituí un fenomen exclusivament nacional; son treball (tant filosòfic com místic) fou àmpliament reconegut a nivell europeu.

## Segle XIV
Els intensos i perllongats contactes comercials amb Itàlia feren de Catalunya un important focus de difusió del pensament humanista. Irrefutable exponent de tal fet n'és la constitució de la Cancelleria Reial, òrgan administratiu de la Corona d'Aragó organitzat a partir d'una extensa i tramada xarxa de funcionaris (escrivans, notaris i secretaris) als quals hom inquiria el domini de tres llengües específiques: el llatí (llengua d'abast europeu), l'aragonès i el català (ambdós idiomes oficials en el domini de la Corona).
L'obra de Bernat Metge ha d'ésser situada i compresa partint de l'ambició i la tasca de la Cancelleria Reial. Intel·lectual d'amplis coneixements, compongué una vasta obra en prosa, de la qual Lo somni (1399) n'institueix el punt culminant qualitativament.
Altrament, l'humanisme influí determinadament sobre la trajectòria d'escriptors cronològicament posteriors a Bernat Metge: Andreu Febrer (autor de la primera traducció de la Divina Comèdia), Pere March, Jaume Gassull, Bernat Fenollar, Bernat Hug de Rocabertí o Pere Torroella (alguns d'ells pertanyents a la generació del Segle d'or valencià) entre molts d'altres testifiquen esmentada afirmació.
En paral·lel al desenrotllament de la ideologia humanista, a Catalunya també adquiriren importància certes veus pertanyents als estaments religiosos. En aquest àmbit, sobresurten les trajectòries de Francesc Eiximenis, Sant Vicent Ferrer i Anselm Turmeda.

## Segle d'or valencià

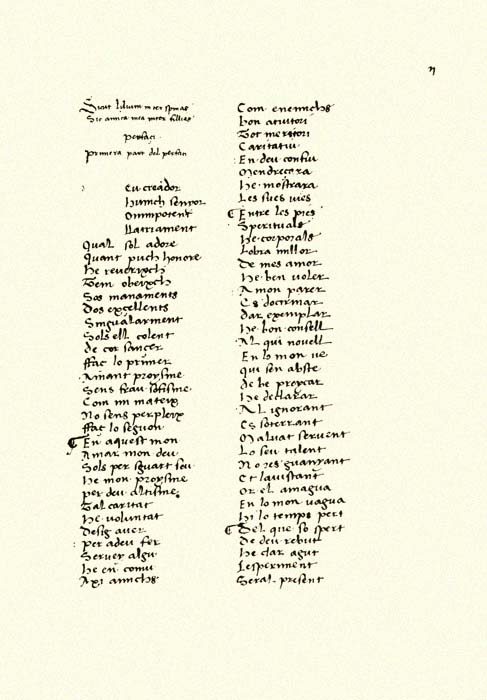
Manuscrit de L'Espill, de Jaume Roig.

La problemàtica que es consumà arran de la defunció del rei Martí I el 1410 (procés que es culminà el 1412 amb el polèmic Compromís de Casp), juntament amb la Guerra Civil que assolà dissortadament el Principat a mitjan segle xv, propiciaren el trasllat del nucli intel·lectual de Catalunya a València.
Figures del nivell de Jordi de Sant Jordi, Gilabert de Próixita, Jaume Roig (Autor de L'espill o Llibre de les dones) o Joan Roís de Corella acrediten indubtablement la qualitat excepcional que la literatura elaborada a València durant el segle xv (el Segle d'or valencià) posseïa. L'apogeu de tal període s'assolí mercès l'obra lírica d'un dels poetes més magnificents de la literatura catalana: Ausiàs March; conjuntament amb la tasca (en àmbits narratius) de Joanot Martorell i la seva obra cabdal Tirant lo Blanch, considerada en gran manera un preàmbul importantíssim de la novel·la europea moderna. Nogensmenys, cal al·legar a la qualitat de l'obra elaborada per autors anteriorment al·ludits; Joan Roís de Corella, per exemple, fou un humanista notable que confegí obres de caràcter religiós, profà i filosòfic, entre les quals hom anhelaria d'exalçar la rellevància de sa Tragèdia de Caldesa, breu descripció en prosa referent a un desengany amorós.

## Història

### La llengua de la poesia

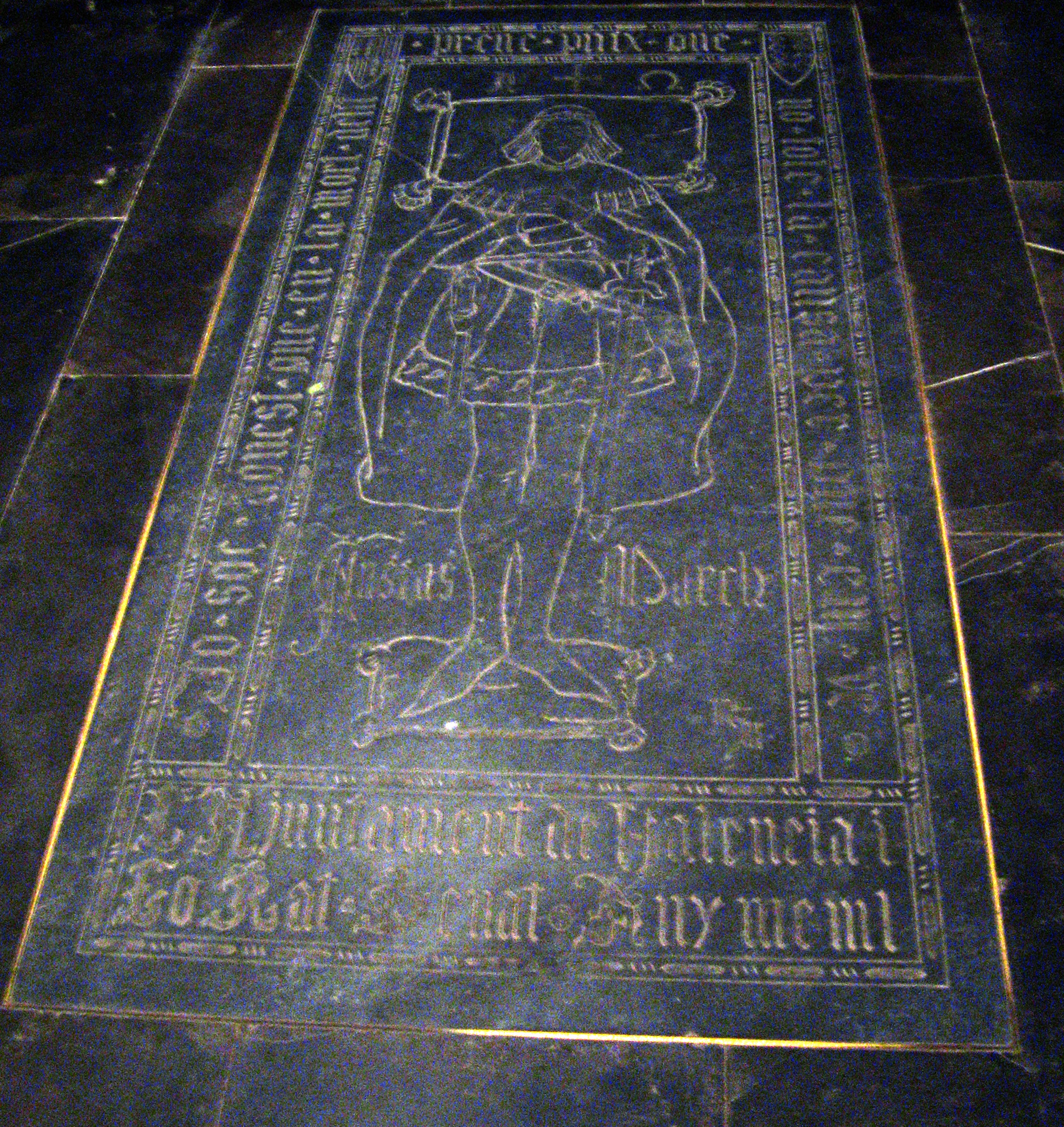
Tomba d'Ausiàs March a la Catedral de València.

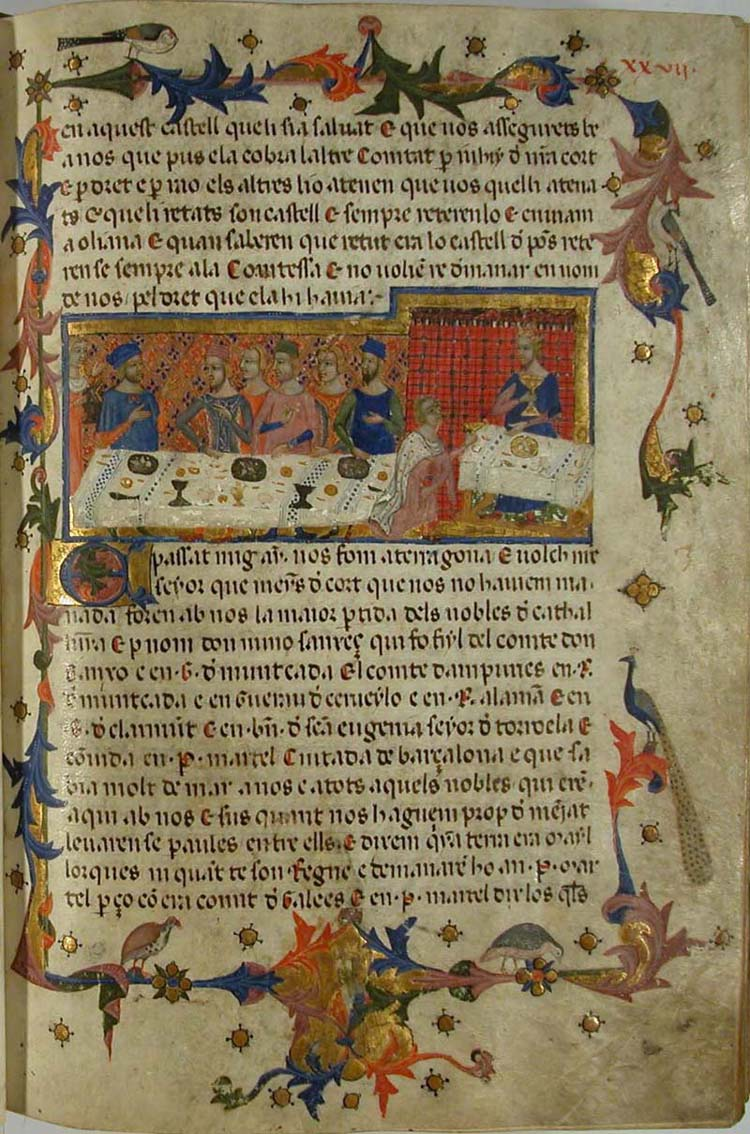
Llibre dels Fets

Fins que, al segle xv, Ausiàs March va començar a escriure poesia sense occitanismes, la llengua en què s'escrivia la poesia a la Corona d'Aragó era l'occità, però no era una forma d'occità de cap localització geogràfica concreta: era una llengua koiné literària, sovint artificial, comuna de totes les corts occitanes. El món català i l'occità, durant els segles xii i xiii, estaven molt relacionats. Si actualment el català i l'occità són dues llengües molt semblants, en aquella època ho eren molt més i, per tant, els poetes catalans no devien tenir gaires dificultats per escriure en occità.
La batalla de Muret (1213) va significar l'inici de la decadència de la societat occitana i la seva llengua. Tot i així, des de Catalunya sorgiren iniciatives que allargaren la vida de l'occità com a llengua de la poesia. No obstant això, els poemes fets per autors catalans a finals del xiv i començaments del xv estaven força plens de catalanismes. Es parla d'un procés de catalanització i de desprovençalització de la poesia catalana d'aquesta època.

### La Cancelleria Reial
Pere III el Cerimoniós (1319-1387) s'adonà que existia un estret lligam entre poder i llengua, i per això es proposà de reformar la Cancelleria Reial. La Cancelleria havia estat creada al segle xiii i era un organisme administratiu i burocràtic. Amb la reforma de Pere III, entraven a treballar a la Cancelleria gent molt preparada en els camps de la teologia, el dret, l'escriptura, etc. La seva tasca era redactar els documents oficials, que aviat foren considerats models de bon escriure.
Aviat, el català de la Cancelleria esdevingué una mena de llengua acadèmica, ja que era la llengua dels discursos i dels documents que signava el rei, i això la legitimava i feia que fos acceptada incondicionalment en tots els territoris de la Corona. La prosa de la Cancelleria fou un factor important d'unitat de la llengua administrativa i literària.
Acabà sent una mena de model supradialectal: bastida sobre la modalitat dialectal del barceloní, fou acceptada per tots els escriptors com una mena de forma estàndard.

### El context polític i social. Els Trastàmara

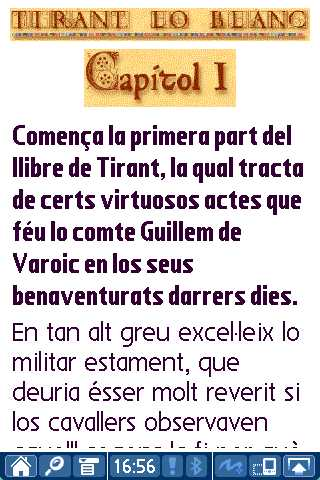

L'any 1410 mor sense descendència el rei Martí l'Humà i s'extingeix la dinastia catalana. L'hereu al tron de la Corona d'Aragó surt del Compromís de Casp (1412) i no és cap altre que Ferran d'Antequera, de la dinastia castellana dels Trastàmara. Hi ha qui veu en aquest canvi de dinastia el primer símptoma de decadència en la cultura catalana, però el cert és que aquest segle xv passà a la història com el més gloriós per a la història de la literatura catalana.
Malgrat això, durant aquest segle xv, Barcelona i el Principat perden pes específic en la confederació aragonesa en favor de València, que s'erigeix en el motor econòmic i cultural de la Corona. A aquest fet, hi ajuda la guerra civil catalana.

### La poesia

#### Els primers intents de ruptura amb l'occità
La poesia culta catalana en el segle xv inicia una tímida ruptura amb la poesia trobadoresca: el valencià Jordi de Sant Jordi i el vigatà Andreu Febrer són dos exemples d'aquest tímid abandó de formes i fons trobadorescos, encara que utilitzin un català ple d'occitanismes. Altres poetes que escriuen en un català aprovençalat són Jaume i Pere March i Gilabert de Pròixita.

#### Ausiàs March
El primer poeta català que trenca definitivament amb la poesia trobadoresca és el valencià Ausiàs March (1397-1459). La seva obra poètica, de més de deu mil versos, presenta només una vintena d'occitanismes, la qual cosa significa l'acabament de la influència dels trobadors provençals i el començament d'una poesia plenament catalana.

### La narrativa

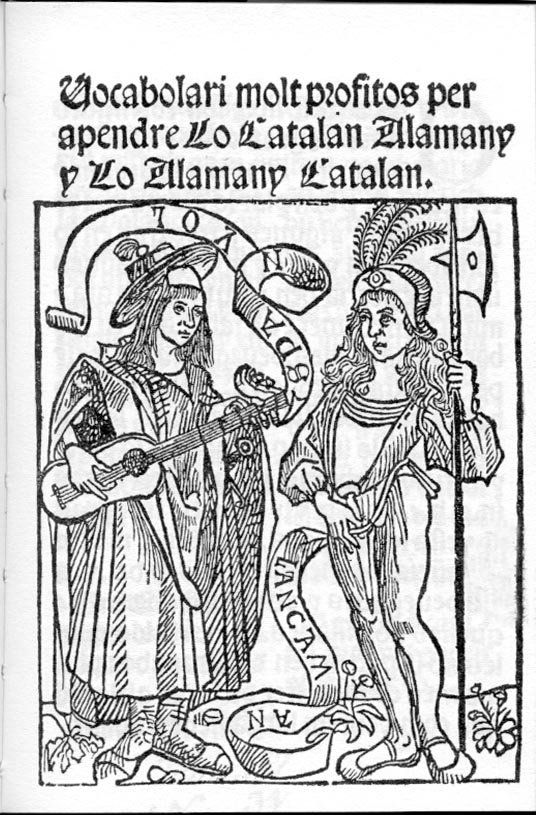
Vocabolari molt profitós per aprendre lo catalan-alamany y lo alamany-catalan, 1502.

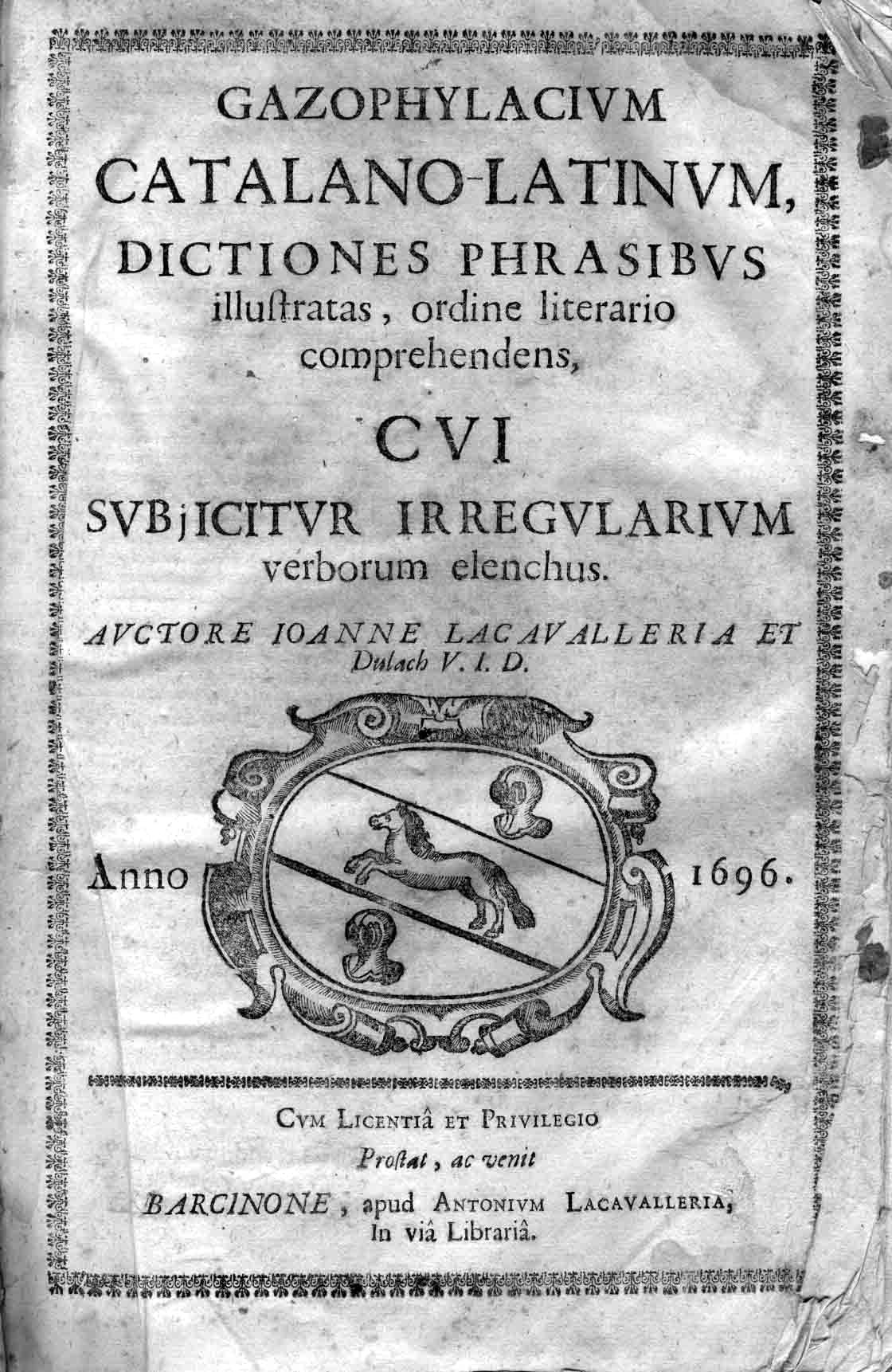
Gazophylacium catalano-latinum, 1696.

#### Curial e Güelfa
El Curial e Güelfa és una novel·la cavalleresca que ens ha pervingut anònimament. Segurament fou escrita entre 1435 i 1462 i, a partir de la llengua emprada, suposem que el seu autor era del Principat: de la Catalunya Vella, segurament. En el Curial e Güelfa hi trobem força influències franceses i italianes, tant pel que fa al lèxic com pel que fa als ambients.

#### Tirant lo Blanc
La novel·la profana més llegida durant el segle xv fou el Tirant lo Blanc, escrita entre 1460 i 1490 pel valencià Joanot Martorell. L'obra, considerada peça mestra de la narrativa catalana i universal de tots els temps, és una novel·la total: cavalleresca, històrica, militar, de costums, eròtica, psicològica, etc. Sobre una base inicial de la matèria de Bretanya, Joanot Martorell construeix l'obra juxtaposant fonts orals i escrites de procedència diversa: artúriques, clàssiques, italianes, espanyoles, etc.

#### L'Espill
L'Espill és una novel·la en vers de caràcter misogin. Fou escrita pel valencià Jaume Roig entre 1455 i 1462 i es compon de més de setze mil versos tetrasíl·labs.

#### La "valenciana prosa". Joan Roís de Corella
A aquests moments del segle xv, ningú discutia la unitat lingüística de la catalanofonia; això no obstant, és en aquest moment que sorgeix el terme de "valenciana prosa", referit sobretot a un estil d'escriptura determinat, caracteritzat per la preciositat i l'artificiositat, amb calcs del llatí que desembocaven en una retòrica barroca. És una prosa "d'art".
La figura més rellevant que utilitzà aquest estil fou Joan Roís de Corella, també valencià i nascut entre 1433 i 1443, i mort el 1497. La seva obra més coneguda és la Tragèdia de Caldesa. Es considera Corella l'última gran figura de la literatura catalana medieval.